# Posledno lyato
Posledno lyato é um filme de drama búlgaro de 1974 dirigido e escrito por Christo Christov e Yordan Radichkov. Foi selecionado como representante da Bulgária à edição do Oscar 1975, organizada pela Academia de Artes e Ciências Cinematográficas.

## Elenco
- Grigor Vachkov - Ivan Efreytorov
- Dimitar Ikonomov - Dinko
- Bogdan Spasov - Dyadoto
- Vesko Zehirev - Vuychoto
- Lili Metodieva - Maykata
- Daniela Danailova - Karakachankata